# Liste der Senatoren für Stadtentwicklung von Berlin
Dies ist eine Liste der Senatoren für Stadtentwicklung von Berlin seit 1981.
| Name                                                       | Amtsantritt                                    | Senat                                         | Partei                                        |
| Senator für Stadtentwicklung und Umweltschutz              | Senator für Stadtentwicklung und Umweltschutz  | Senator für Stadtentwicklung und Umweltschutz | Senator für Stadtentwicklung und Umweltschutz |
| ---------------------------------------------------------- | ---------------------------------------------- | --------------------------------------------- | --------------------------------------------- |
| Volker Hassemer                                            | 11. Juni 1981                                  | von Weizsäcker                                | CDU                                           |
| Horst Vetter                                               | 17. März 1983 8. März 1984 18. April 1985      | von Weizsäcker Diepgen I Diepgen II           | FDP                                           |
| Jürgen Starnick                                            | 17. April 1986                                 | Diepgen II                                    | parteilos                                     |
| Michaele Schreyer                                          | 16. März 1989                                  | Momper                                        | Grüne                                         |
| Volker Hassemer                                            | 24. Januar 1991                                | Diepgen III                                   | CDU                                           |
| Senator für Stadtentwicklung, Umweltschutz und Technologie |                                                |                                               |                                               |
| Peter Strieder                                             | 25. Januar 1996                                | Diepgen IV                                    | SPD                                           |
| Senator für Stadtentwicklung                               |                                                |                                               |                                               |
| Peter Strieder                                             | 9. Dezember 1999 16. Juni 2001 17. Januar 2002 | Diepgen V Wowereit I Wowereit II              | SPD                                           |
| Ingeborg Junge-Reyer                                       | 7. April 2004 23. November 2006                | Wowereit II Wowereit III                      | SPD                                           |
| Senator für Stadtentwicklung und Umwelt                    |                                                |                                               |                                               |
| Michael Müller                                             | 1. Dezember 2011                               | Wowereit IV                                   | SPD                                           |
| Andreas Geisel                                             | 11. Dezember 2014                              | Müller I                                      | SPD                                           |
| Senator für Stadtentwicklung und Wohnen                    |                                                |                                               |                                               |
| Katrin Lompscher                                           | 8. Dezember 2016                               | Müller II                                     | Die Linke                                     |
| Sebastian Scheel                                           | 20. August 2020                                | Müller II                                     | Die Linke                                     |
| Senator für Stadtentwicklung, Bauen und Wohnen             |                                                |                                               |                                               |
| Andreas Geisel                                             | 21. Dezember 2021                              | Giffey                                        | SPD                                           |
| Christian Gaebler                                          | 27. April 2023                                 | Wegner                                        | SPD                                           |